# Apterostigma madidiense
Apterostigma madidiense é uma espécie de inseto do gênero Apterostigma, pertencente à família Formicidae.